# Chiemgau-Gymnasium Traunstein
Das Chiemgau-Gymnasium Traunstein (CHG), ursprünglich humanistisches Gymnasium, ist ein Gymnasium in der Großen Kreisstadt Traunstein im Regierungsbezirk Oberbayern. Die Einrichtung wurde in den Jahren 1937–1943 vom späteren Papst Benedikt XVI. als Schüler besucht.

## Geschichte
Das Chiemgau-Gymnasium wurde erstmalig 1829 als Lateinschule eröffnet. Bis 1931 wurde die Einrichtung in ein voll ausgebautes Gymnasium umgewandelt. 1965 erhielt das Gymnasium seinen jetzigen Namen. Im Jahre 1980 ist sie von ihrem alten Standort, der Marienstraße in die Brunnwiese 1 in der Unterstadt Traunsteins umgezogen.

## Standort und Architektur
Das Gymnasium befindet sich in der Straße Brunnwiese 1 in Traunstein. Wenige Meter neben der Schule verläuft die Traun.
Die Gesamtfläche des Schulgeländes liegt bei ca. 1,9 ha.
Auf dem Schulgelände befindet sich das Schulgebäude, eine Turnhalle mit einer Fläche von etwa 1500 m² und ein Hartplatz mit einer Fläche von rund 1700 m². Auch ein Neubau mit der Mensa ist dort zu finden. Etwa 250 Meter entfernt befindet sich nordwestlich eine Sportanlage, auf die die Schule Zugriff hat.

## Schulprofil
Die Schule nimmt an Jugend forscht teil und bietet Robotik an.

### Schulzweige
Das Chiemgau-Gymnasium hat einen sprachlichen Zweig und einen naturwissenschaftlich-technologischen Zweig.
Die Schule bietet die Fremdsprachen Englisch, Französisch, Spanisch und Latein sowie als spätbeginnende Fremdsprache Italienisch an.

### Tabletklassen
Ab der achten Jahrgangsstufe haben Schüler die Möglichkeit, ihre Mitschriften in digitaler Form zu gestalten. Jeder Schüler, der sich dazu entscheidet, aus einer regulären Klasse in eine Tabletklasse zu wechseln, erhält leihweise ein fertig eingerichtetes iPad. Es ersetzt Hefte und Bücher.

## Außerschulische Angebote
Das Gymnasium verfügt über zahlreiche Wahlkurse. Dazu gehören unter anderem ein Orchester, ein Chor, eine Bigband und eine Theaterklasse.

## Bekannte Persönlichkeiten
- Fritz Rudolf Wüst (1912–1993), Althistoriker (Lehrer ab 1962)
- Benedikt XVI. (1927–2022), Theologe und Papst (Schüler 1937–1943 und ab 1945 – Abitur 1946)
- Ernst Dohlus (* 1947), Journalist und Medienmanager (Abitur 1967)
- Klaus Spremann (* 1947), Wirtschaftswissenschaftler (Abitur 1966)
- Paul Breitner (* 1951), Fußballspieler (Abitur 1970)
- Miroslav Nemec (* 1954), Schauspieler und Musiker (Abitur 1973)
- Engelbert Thaler (* 1956), Professor für Didaktik (Abitur 1975, Referendariat 1982–1984)
- Johann Brunner (* 1958), Bildhauer und Maler (Schüler ab 1969, danach Schule Schloss Stein – Abitur 1979)
- Bernard von Bredow (1959–2021), Amateurwissenschaftler und Finder des „Siegsdorfer Mammuts“ (Abitur 1978)
- Siegfried Walch (* 1984), Politiker der CSU und Mitglied des Bundestags (Schüler 1994–1997, danach Reiffenstuel-Realschule Traunstein)
- Konrad Baur (* 1988), Politiker der CSU und Mitglied des Bayerischen Landtags (Abitur 2007)